# Аматоксин
Аматоксини (також аманітотоксини, та інколи аманітоксини) це загальна назва групи щонайменше восьми споріднених токсичних сполук, що містяться в грибах кількох родів, в найбільшій мірі в Мухоморі зеленому (Amanita phalloides) а також в кількох інших видах роду Amanita, так само як і в грибах родів Conocybe, Galerina and Lepiota. Аматоксини є смертельними для людини навіть в малих дозах. На відміну від багатьох харчових отрут вони не розкладаються під дією тепла тому приготування отруйних грибів не зменшує летальність отруєнь.

## Структура
Усі сполуки мають спільну базову структуру з восьми амінокислотних залишків, що має циклічну будову. Аматоксини вперше були ізольовані в 1941 році Генріхом Отто Віландом та Рудольфом Галлермайером. Всі аматоксини є олігопептидами. На початковому етапі їх синтезу продукується протеїн з 35 амінокислот, з якого потім, за допомогою пропил-олігопептидази вирізається пептид з восьми залишків. Схематичною послідовністю усіх аматоксинів є Ile-Trp-Gly-Ile-Gly-Cys-Asn-Pro із зшивкою між Trp та Cys через S=O місток.

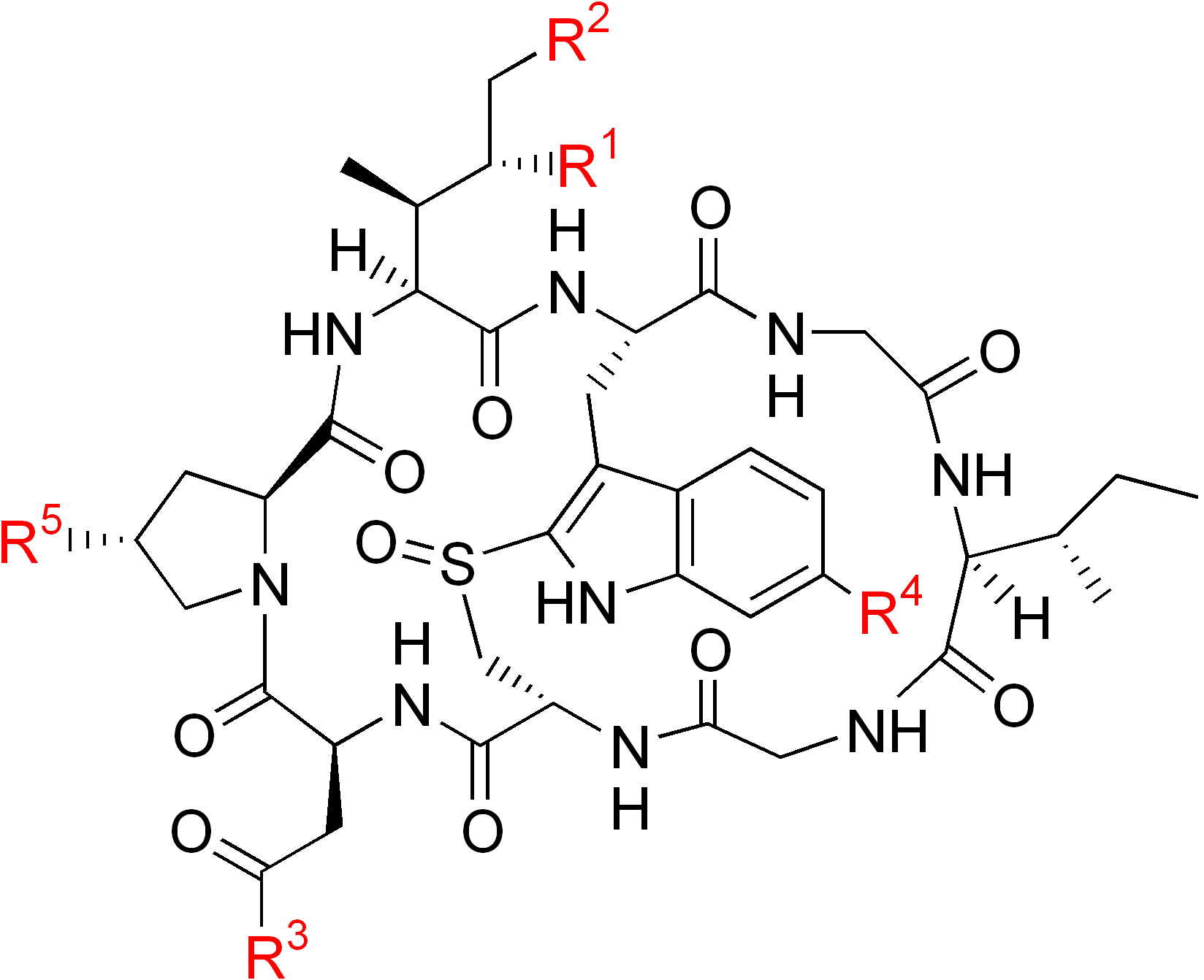
Базова струтктура (чорний колір) є спільною для всіх аматоксинів а п’ять змінних груп (червоний колір) визначають певну сполуку.

На початок двадцять першого століття відомо десять аматоксинів:
| Назва               | R1 | R2 | R3  | R4 | R5 |
| ------------------- | -- | -- | --- | -- | -- |
| α-аманітин          | OH | OH | NH2 | OH | OH |
| β-аманітин          | OH | OH | OH  | OH | OH |
| γ-аманітин          | H  | OH | NH2 | OH | OH |
| ε-аманітин          | H  | OH | OH  | OH | OH |
| Аманулін            | H  | H  | NH2 | OH | OH |
| Аманулінова кислота | H  | H  | OH  | OH | OH |
| Аманінамід          | OH | OH | NH2 | H  | OH |
| Аманін              | OH | OH | OH  | H  | OH |
| Проаманулін         | H  | H  | NH2 | OH | H  |

Існують також повідомлення про δ-аманітин, проте його хімічну будову ще не описано.

## Механізм
Аматоксини є потужними та вибірковими інгібіторами РНК-полімерази ІІ, життєво важливого ферменту синтезу матричної РНК (мРНК), мікроРНК, та малих ядерних РНК (snRNA). Без мРНК, яка є шаблоном для біосинтезу білків, припиняється клітинний метаболізм і починається лізис. РНК полімераза гриба Amanita phalloides є нечутливою до аматоксинів, що унеможливлює самоотруєння гриба.

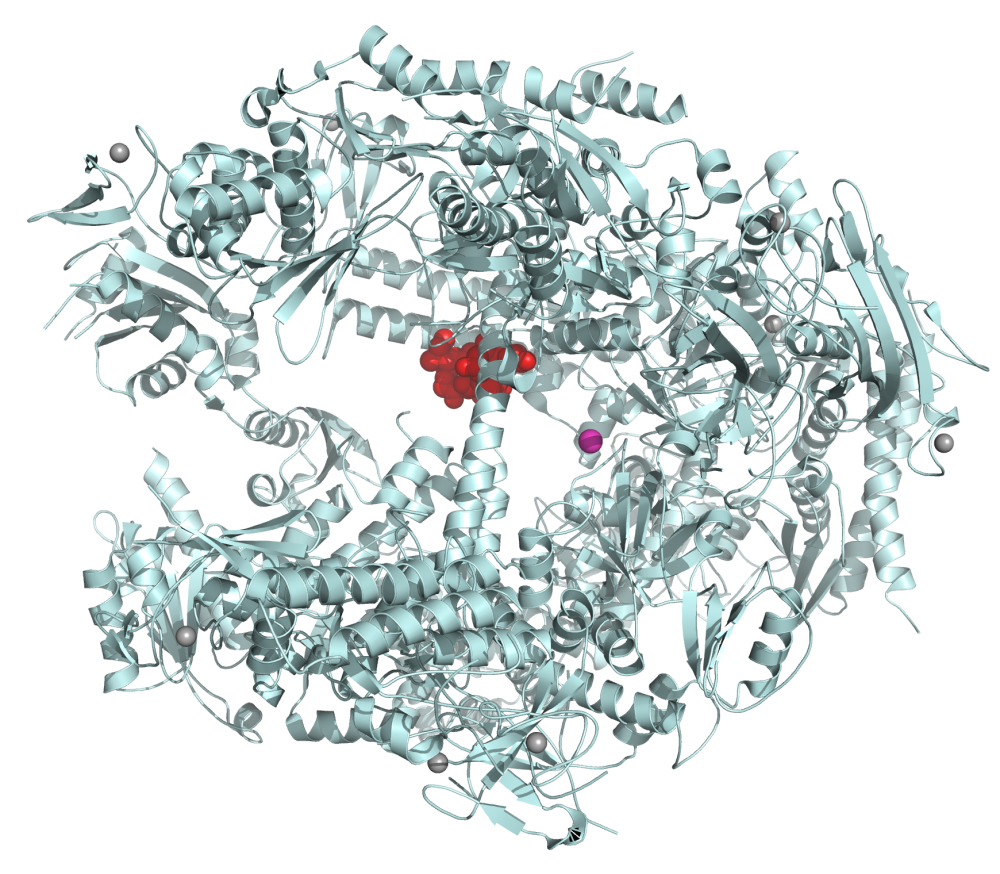
альфа-аманітин (червоний) зв’язаний з РНК полмеразою ІІ Saccharomyces cerevisiae (пивні дріжджі). From.

## Симптоми впливу
Печінка є основним органом, що зазнає ушкоджень в результаті впливу аматоксинів оскільки вона є першим органом куди вони потрапляють після абсорбції в травній системі. Крім потрапляння в організм із їжею, що є переважним способом отруєння, аматоксини можуть абсорбуватися шкірою та потрапити через органи дихання ушкоджуючи інші органи такі як серце та нирки. Зокрема в результаті вдихання або потрапляння з їжею, аматоксини спричиняють подразнення дихальних шляхів, головний біль, запаморочення, нудоту, задишку, кашель, безсоння, діарею, розлади травної системи, біль у спині, ушкодження печінки та нирок, а також смерть. Контакт зі шкірою, наприклад, β-аманітину , може викликати подразнення, опіки, почервоніння, сильний біль, а також привести до абсорбції через шкіру спричиняючи ефекти подібні до вдихання або потрапляння з їжею. В результаті контакту цих сполук з очима виникають подразнення, опіки рогівки, та ушкодження очей.  Особи з ураженнями шкіри, очей, розладами центральної нервової системи, дисфункціями печінки, нирок та органів дихання можуть бути більш вразливими до впливу цих сполук.
Приблизна мінімальна летальна доза визначається як 0.1 мг/кг або 7 мг токсинів для дорослої людини. Швидка абсорбція в травній системі в поєднанні з термостійкістю цих сполук обумовлює швидкий розвиток ознак отруєння за відносно короткий відрізок часу. 

## Фізіологічний механізм дії
Аматоксини розносяться током крові до всіх органів та систем.  Попри їх здатність вражати всі органи ушкодження печінки та серця є фатальними.  На молекулярному рівні, аматоксини пошкоджують ці органи спричиняючи розриви плазматичних мембран в результаті чого клітинні органелли вивільняються в міжклітинний простір.  Відомо, що аманітини, зокрема альфа- та бета-Аманітин, пригнічують РНК полімеразу ІІ еукаріот та РНК полімеразу ІІІ, що порушує синтез білків. В результаті деактивації РНК полімераз печінка не в стані відновити ушкодження завдані токсином, що закінчується дезінтеграцією клітин та розкладом органу.

## Лікування
З метою лікування застосовують високі дози пеніциліну в комбінації з підтримуючою терапією у випадках уражень печінки та нирок. Силібінін, сполука, що міститься в Розторопші плямистій, є потенційним антидотом, при отруєннях аматоксинами, проте даних щодо такої дії поки недостатньо.

## Виявлення
Наявність аматоксинів в грибах може бути виявлена за допомогою хімічного тестування грибів. З метою встановлення причини отруєння у клінічних пацієнтів та при паталогоанатомічних дослідженнях наявність токсинів взначається лабораторними методами.

## Види грибів
Види грибів з родів Amanita, Galerina and Lepiota, що містять аматоксини.
| Amanita                | Galerina             | Lepiota                  |
| ---------------------- | -------------------- | ------------------------ |
| Amanita phalloides     | Galerina badipes     | Lepiota brunneoincarnata |
| Amanita bisporigera    | Galerina beinrothii  | Lepiota brunneolilacea   |
| Amanita decipiens      | Galerina fasciculate | Lepiota castanea         |
| Amanita hygroscopica   | Galerina helvoliceps | Lepiota clypeolaria      |
| Amanita ocreata        | Galerina marginata   | Lepiota clypeolarioides  |
| Amanita suballiacea    | Galerina sulciceps   | Lepiota felina           |
| Amanita tenuifolia     | Galerina unicolor    | Lepiota fulvella         |
| Amanita verna          | Galerina venenata    | Lepiota fuscovinacea     |
| Amanita virosa         | Lepiota griseovirens |                          |
| Lepiota heimii         |                      |                          |
| Lepiota helveoloides   |                      |                          |
| Lepiota kuehneri       |                      |                          |
| Lepiota langei         |                      |                          |
| Lepiota lilacea        |                      |                          |
| Lepiota locanensis     |                      |                          |
| Lepiota ochraceofulva  |                      |                          |
| Lepiota pseudohelveola |                      |                          |
| Lepiota pseudolilacea  |                      |                          |
| Lepiota rufescens      |                      |                          |
| Lepiota subincarnata   |                      |                          |
| Lepiota xanthophylla   |                      |                          |